# 伊利爾斯卡比斯特里察市鎮
45°34′N 14°14′E / 45.567°N 14.233°E

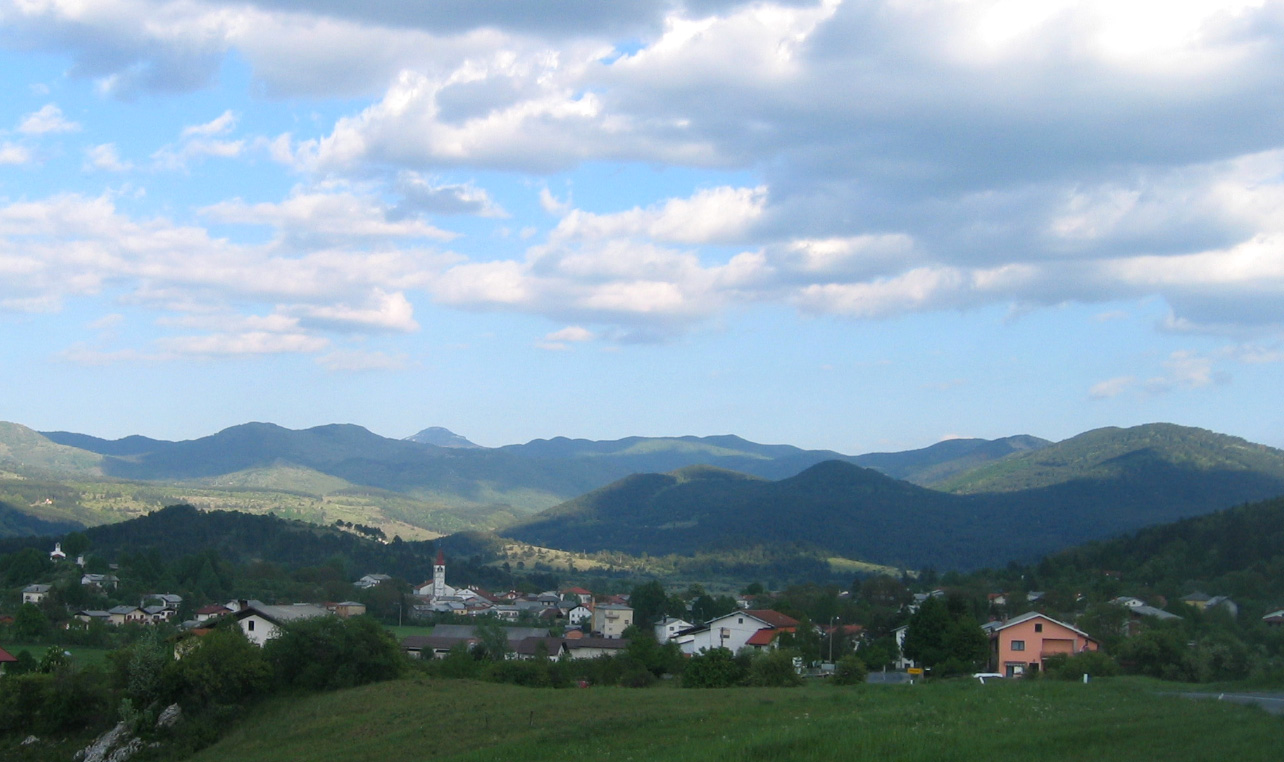

伊利爾斯卡比斯特里察市鎮，是斯洛文尼亞西南部的市镇，行政中心为伊利爾斯卡比斯特里察。傳統上屬於內卡尼奧拉地區。市镇面積为480平方公里，2021年人口数量为13,354人。